# كاميلو كاستيلو برانكو
كاميلو كاستيلو برانكو (بالبرتغالية: Camilo Castelo Branco) (1240 - 1307 هـ / 1825 - 1890 م) هو روائي برتغالي، عاش حياة صاخبة مليئة بالحوادث الغريبة. تتميز رواياته بالطول، والإسراف في العاصفة، والمبالغ، وإن كان أسلوبها الشاعري فريداً في نوعه. من رواياته العديدة «أسرار لشبونة» 1854، و«قصة رجل غني» 1861.

## روابط خارجية
- كاميلو كاستيلو برانكو على موقع IMDb (الإنجليزية)
- كاميلو كاستيلو برانكو على موقع الموسوعة البريطانية (الإنجليزية)
- كاميلو كاستيلو برانكو على موقع ميوزك برينز (الإنجليزية)
- كاميلو كاستيلو برانكو على موقع ديسكوغز (الإنجليزية)
- كاميلو كاستيلو برانكو على موقع قاعدة بيانات الفيلم (الإنجليزية)